# 中原科技学院
中原科技学院，是位于中國河南省新乡市和郑州市的一所民办普通高等学校。

## 历史
2003年，河南师范大学新联学院正式招生。该院是经教育部批准的普通全日制本科独立学院，以河南师范大学为依托，分为郑州和新乡两个校区，郑州校区由中国工程院院士、上海世博会中国馆设计师何镜堂负责规划及建筑设计。占地961亩，总规划建筑面积64万平方米，在校学生16500人。董事长李香枝。2014年，在第七届全国大学生先进成图技术与产品信息建模创新大赛中，获得团体一等奖。
2020年12月24日，教育部发展规划司发布《关于拟同意设置本科高等学校的公示》，拟定同意河南师范大学新联学院转设为民办普通高等学校中原科技学院。2021年2月2日，经中华人民共和国教育部批准，原属河南师范大学管理的独立学院河南师范大学新联学院脱离该校管理，并转设为民办普通高等学校中原科技学院，由李香枝全资持有。

## 校训
“厚德”：出自《易·坤》：“地势坤，君子以厚德载物。”，“博学”：出自《四书》十九章，“博学”意谓为学首先要广泛的学习、猎取新的知识，培养充沛而旺盛的好奇心;“博”还意味着博大和宽容。“笃行”： 出自《四书》十九章，“笃行”就是既然学有所得，就要努力践履所学，使所学有所落实，做到“知行合一”。“拓新”：即开拓、创新之意。